# Cantonul Lanouaille
Cantonul Lanouaille este un canton din arondismentul Nontron, departamentul Dordogne, regiunea Aquitania, Franța.

## Comune
| Comune                    | Populație (1999) | Cod poștal | Cod INSEE |
| ------------------------- | ---------------- | ---------- | --------- |
| Angoisse                  | 621              | 24270      | 24008     |
| Dussac                    | 414              | 24270      | 24158     |
| Lanouaille                | 989              | 24270      | 24227     |
| Nanthiat                  | 274              | 24800      | 24305     |
| Payzac                    | 1.047            | 24270      | 24320     |
| Saint-Cyr-les-Champagnes  | 282              | 24270      | 24397     |
| Saint-Sulpice-d'Excideuil | 312              | 24800      | 24505     |
| Sarlande                  | 417              | 24270      | 24519     |
| Sarrazac                  | 371              | 24800      | 24522     |
| Savignac-Lédrier          | 726              | 24270      | 24526     |